# Odontohenricia fisheri
Odontohenricia fisheri är en sjöstjärneart som beskrevs av Ross Robert Mackerras Rowe och Albertson 1988. Odontohenricia fisheri ingår i släktet Odontohenricia och familjen krullsjöstjärnor. Inga underarter finns listade i Catalogue of Life.